# 요시모토 가즈노리
요시모토 가즈노리(일본어: 吉本 一謙, 1988년 4월 24일 ~ )는 일본의 전 축구 선수이다.

## 구단 경력
그는 2007년부터 2020년까지 J리그의 FC 도쿄, FC 기후, 미토 홀리호크, 아비스파 후쿠오카, 시미즈 에스펄스에서 활동하였다.